# لويس يوبينا
لويس يوبينا (بالإسبانية: Luis Ubiña)‏ مواليد 7 يونيو 1940 في الأوروغواي - الوفاة 17 يوليو 2013، كان لاعب كرة قدم أوروغوياني كان يلعب كمدافع. سبق له أن لعب في كأس العالم لكرة القدم مع منتخب بلاده.

## المسيرة الاحترافية

### أندية لعب لها
- رامبلا جونيورز
- ناسيونال مونتيفيديو

## روابط خارجية
- لويس يوبينا على موقع الاتحاد الدولي (مؤرشف)  (الإنجليزية)
- لويس يوبينا على موقع الاتحاد الأوربي (الإنجليزية)
- لويس يوبينا على موقع قاعدة بيانات كرة القدم.إي يو (الإنجليزية)
- لويس يوبينا على موقع ناشيونال فوتبول تيمز (الإنجليزية)
- لويس يوبينا على موقع Soccerway.com (الإنجليزية)
- لويس يوبينا على موقع عالم كرة القدم.نت (الإنجليزية)